# Baccarat (företag)
Baccarat är ett franskt glasföretag i Baccarat, Meurthe-et-Moselle, Frankrike.
Glashyttan i Baccarat grundades 1764 på kungligt initiativ som Compagnie des Cristalleries de Baccarat. Till en början var glasproduktionen tämligen liten men fick snart en allt större omfattning. Produktionen utgjordes i stor omfattning av opalglas till handkannor, handfat, toilettaskar, parfymflakonger, bonbonjärer, urnor med mera. Under början av 1800-talet blev sulfidporträtt en viktig artikel. Senare under 1800-talet övergick man allt mer till kristallglasproduktion. Från 1840-talet blev brevpressar en viktig produkt, Baccarats prevpressar hörde till de mest exklusiva på marknaden.